# Bombus ignitus
Bombus ignitus es una especie de abejorro, un himenóptero apócrito de la familia Apidae, que se distribuye principalmente en el este de Asia. Se encuentra comúnmente en Corea, China y Japón. En estos dos últimos países se comercializa como polinizador.

## Descripción
Bombus ignitus es una abeja grande caracterizada por una lengua de longitud media. Las hembras tienen cerdas negras que cubren la parte posterior del tórax y las piernas. El abdomen se separa en cinco tergas. A partir del tórax, las tres primeras tergas son de color negro, mientras que la cuarta y quinta son de color rojo anaranjado. Los machos se caracterizan por cerdas de color amarillo dorado que forman dos bandas en el tórax anterior y posterior. Al igual que la hembra, el macho tiene un abdomen separado en cinco tergas. A partir del tórax, las dos primeras tergas son de color amarillo dorado, diferenciando a los machos de las hembras. El tercer tergito es de color negro. La cuarta y quinta terga, como la hembra, es de color rojo anaranjado. En comparación con la hembra, el ojo compuesto masculino es pequeño. La antena de los machos es más corta que la antena de las hembras, llegando solo a la base de las alas. En comparación con los machos de otras especies de abejorros, los machos de B. ignitus han ampliado enormemente las válvulas del pene que se ensanchan hacia afuera para formar un embudo. La reina tiene una longitud corporal de 19 mm. Los trabajadores tienen una longitud corporal de 15–17 mm. Los machos tienen una longitud corporal de 17 mm.

## Distribución y hábitat
Bombus ignitus se encuentra en el paleártico, principalmente en el este de Asia. Esto incluye las zonas más húmedas y templadas de China, Japón y Corea. Las poblaciones de B. ignitus se pueden encontrar a una altitud media de 1425 m en las estribaciones oeste, sur y este de la cuenca de Sichuan. Aunque es poco común, se han encontrado poblaciones en altitudes más bajas.

## Taxonomía
Bombus ignitus fue descrito originalmente por el naturalista, entomólogo, y botánico inglés Frederick Smith y publicado en Entomologist 4 (62), 205–208 en 1869.
Bombus ignitus es parte del orden Hymenoptera, que es el tercer orden más grande de insectos. Es un miembro de la familia Apidae, que consiste en abejas, y la subfamilia Apinae, que contiene la mayoría de las especies dentro de Apidae. La subfamilia Apinae consta de 14 tribus, incluida la tribu Bombini, de la que forma parte B. ignitus. Bombini contiene un solo género vivo Bombus. B. ignitus puede clasificarse en el subgénero Bombus sensu stricto o Bombus en el sentido del autor original.
Etimología
Bombus: nombre genérico a partir de la palabra origen griego βόμβος y que significa 'zumbido'.
ignitus: epíteto latino que significa 'encendido'.

## Importancia económica y cultural

### Agricultura
Bombus ignitus se usa actualmente para la polinización agrícola en China y Japón. La especie ha sido elegida como una especie confiable para la producción comercial en masa en Corea, aunque aún deben abordarse los problemas de manejo de la diapausa. B. ignitus fue elegido sobre el abejorro ya establecido, Bombus terrestris, por temor a la competencia o la contaminación genética al aparearse con especies nativas de abejorros.